# Jaspidella
Jaspidella là một chi ốc biển, là động vật thân mềm chân bụng sống ở biển trong họ Olividae.

## Các loài
Các loài thuộc chi Jaspidella bao gồm:
- Jaspidella blanesi (Ford, 1898)[2]
- Jaspidella carminae Petuch, 1992[3]
- Jaspidella jaspidea (Gmelin, 1791)[4]
- Jaspidella mirris Olsson, 1956[5]